# Pontaubert
Pontaubert je francouzská obec v departementu Yonne, v regionu Burgundsko-Franche-Comté. V roce 2008 zde žilo 391 obyvatel.

## Poloha
Obec leží 3 km západně od města Avallon. Dále na severu sousedí s obcí Annéot a na jihu a západě s obcí Vault-de-Lugny.